# Qaradeyin (Ağdaş)
Qaradeyin è un comune dell'Azerbaigian situato nel distretto di Ağdaş. Conta una popolazione di 1 551 abitanti.